# Nowa IRA
Nowa IRA – irlandzka republikańska organizacja terrorystyczna, która odrzuca podpisane w 1998 r. porozumienie wielkopiątkowe o warunkach przynależności Irlandii Północnej do Zjednoczonego Królestwa, wywodząca się z małych ekstremistycznych grup, które nie pogodziły się z likwidacją IRA i w 2012 r. połączyły się pod jednym przywództwem. Organizacja atakowała policję oraz sądy i prawdopodobnie była odpowiedzialna za zabójstwa strażników więziennych Davida Blacka w 2012 r. i Adriana Ismaya 2016 r. oraz zamach bombowy przed budynkiem sądu w Derry (2018 r.).